# Economía de Mónaco

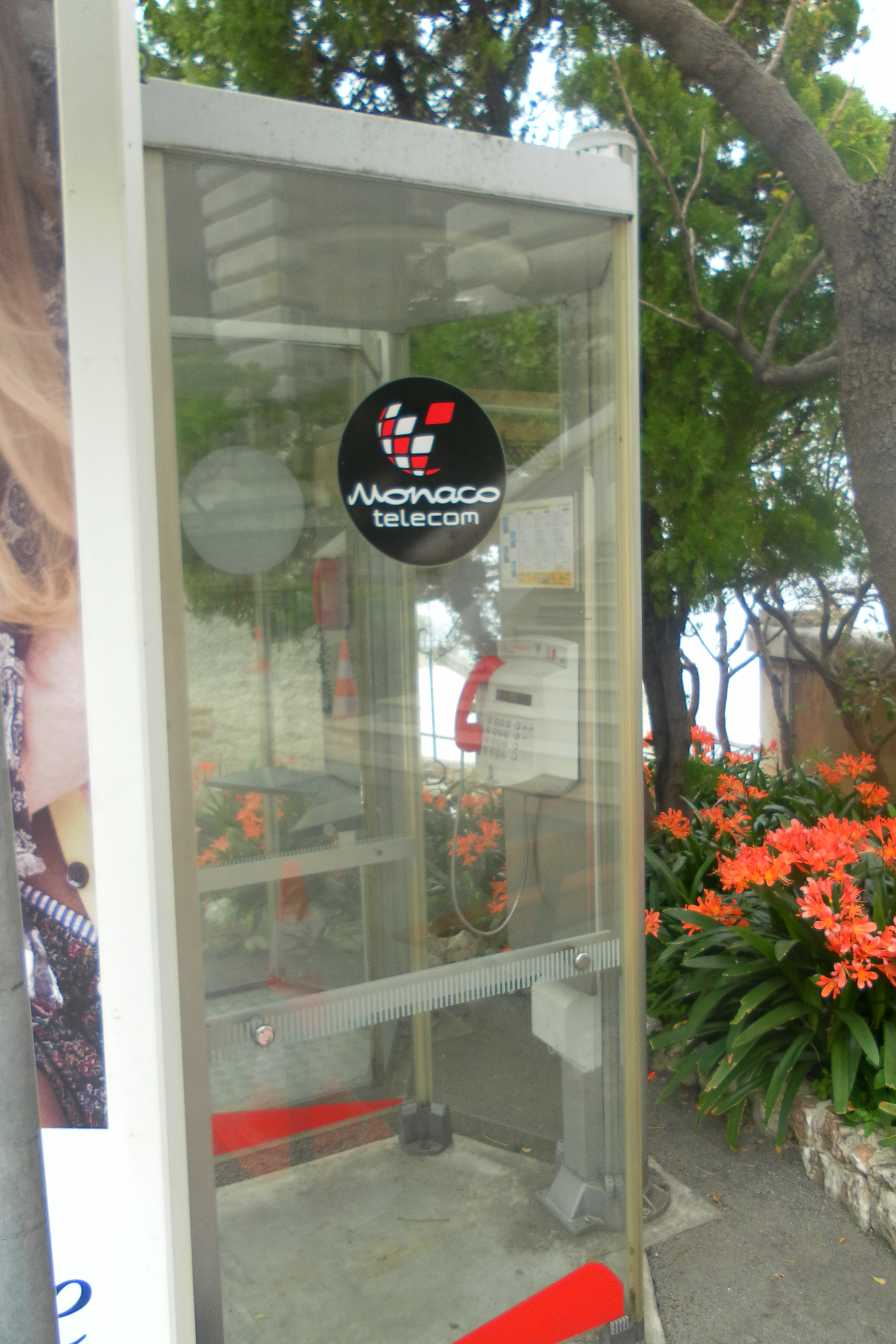
Cabina telefónica de la empresa Monaco Telecom en Monaco-Ville

## Los productos de exportación
Mónaco hace productos farmacéuticos, perfumes, productos de belleza y transformación de algunos productos agrícolas. Durante el año 2002, obtuvo unos beneficios por valor de 2300 millones de dólares. La industria monegasca está concentrada en La Condamine.

## El comercio
Mónaco es un puerto económico basado en el desarrollo turístico y en los centros y empresas que se ubican en dicho estado y se concentra en Ciudad de Mónaco y rústicamente se desarrolla y concentra en Montecarlo.